# Şonacola
Şonacola är en ort i Azerbajdzjan.   Den ligger i distriktet Lerik Rayonu, i den södra delen av landet, 230 km sydväst om huvudstaden Baku. Şonacola ligger 1 326 meter över havet och antalet invånare är 552.
Terrängen runt Şonacola är huvudsakligen lite bergig. Şonacola ligger nere i en dal. Närmaste större samhälle är Lerik, 9,2 km norr om Şonacola. 
Trakten runt Şonacola består i huvudsak av gräsmarker. Runt Şonacola är det ganska tätbefolkat, med 60 invånare per kvadratkilometer.